# José Contreras (fotbollsspelare)
José Contreras, född 23 mars 1982 i Quilpué, är en chilensk fotbollsspelare. Han spelar sedan 2011 för den chilenska klubben Huachipato och har tidigare tillhört CF Universidad de Chile och Santiago Wanderers.